# 콤포스텔라 그룹
콤포스텔라 그룹(Compostela Group of Universities, CGU)은 고등교육 기관 간의 협력 프로젝트를 장려하고 실행하는 국제 비영리 협회이다.
현재 27개국에서 67개의 정회원, 2개의 준회원, 9개의 상호 회원 협정을 맺고 있다.

## 역사

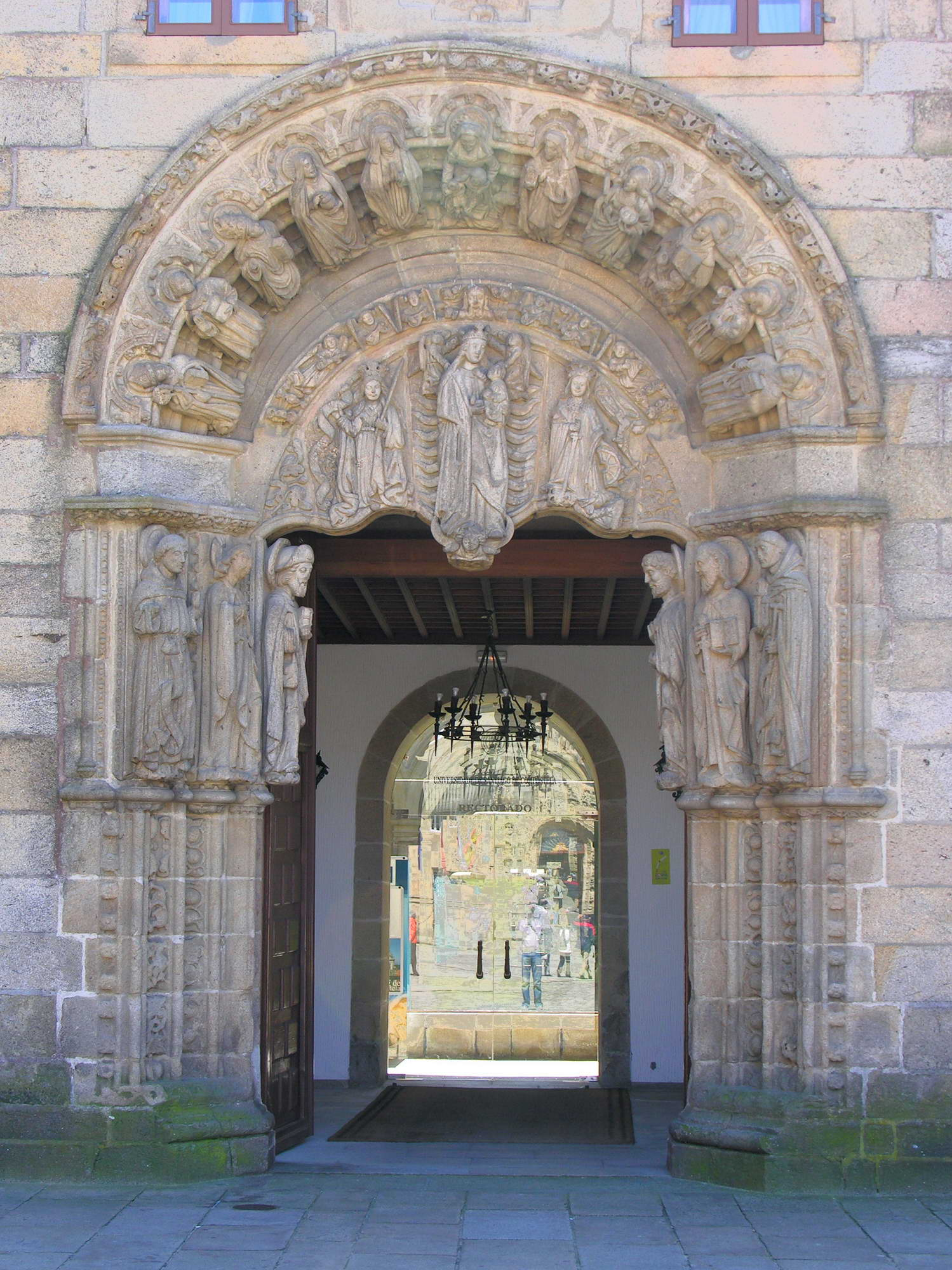
CGU의 창립 기관인 산티아고데콤포스텔라 대학교의 일부인 파소 데 폰세카.

1993년, 산티아고데콤포스텔라 대학교는 협력 네트워크를 구축하고 고대 순례길을 따라 형성된 문화 및 역사적 유산을 보존하기 위해 카미노데산티아고를 따라 위치한 다른 고등 교육 기관들과 접촉하기 시작했다.
이러한 초기 발전 이후 57개의 유럽 대학이 1993년 9월 2일부터 4일까지 산티아고에서 모였다. 그들은 그룹의 지침과 목표를 수립했다. 여기에는 오늘날의 CGU의 목표인 다음 세 가지가 포함되었다.
- 회원 대학 간의 의사소통 채널 강화.
- 유럽과 관련된 주제를 연구하고 토론하는 행사 조직.
- 유럽 언어와 문화에 대한 지식 향상을 위한 이동성 촉진.[4]

바야돌리드 대학교, 리에주 시립 대학교, 낭트 대학교, 괴팅겐 대학교, 미뉴 대학교, 자우메 1세 대학교 및 산티아고데콤포스텔라 대학교의 대표들로 구성된 위원회는 콤포스텔라 그룹의 법률을 작성했다. 이 법률은 1994년 9월 2일부터 3일까지 산티아고데콤포스텔라 대학교에서 열린 제1차 구성 회의에서 공식적으로 채택되었다.

## 조직

### 구조
콤포스텔라 그룹은 스페인의 산티아고데콤포스텔라에 본부를 두고 있으며, 벨기에의 브뤼셀에 지역 사무소를 두고 있다.
현재 조직의 총장은 마레크 크렝글레프스키이다.

### 활동

#### 콤포스텔라 상

카미노데산티아고의 상징 (국제 콤포스텔라-훈타 데 갈리시아 상 수상자에게 수여되는 금메달에 표시됨)

1996년, CGU와 문화, 사회 통신 및 관광 지역부는 콤포스텔라 상 (국제 콤포스텔라-훈타 데 갈리시아 상) 제정을 위한 협약을 체결했다.
이 상은 매년 수여되며 "교육, 연구, 문화, 사회 및 정치 분야에서 유럽 차원의 발전에 기여한 개인 또는 기관"에게 수여된다. 매년 3월 1일까지 CGU 회원 대학, 갈리시아 자치 정부 회원 및 기타 유럽 연합 기관에서 후보를 추천할 수 있다.
심사위원단은 회의를 주재하는 갈리시아 주 정부 총재, 문화 지역부 장관, 교육 및 대학 지역부 장관, 갈리시아 대학 국장으로 구성된다. 콤포스텔라 그룹은 회장과 총회에서 매년 선정되는 3명의 회원 대학 총장으로 대표된다.
상은 일반적으로 콤포스텔라 그룹의 총회 말미에 수여되며, 수상자는 상금과 조개 모양의 기념 금메달 (수세기 동안 카미노데산티아고 순례의 상징)을 받는다.
최근 수상자는 다음과 같다:
- 2018년: 부르고스 대학교 (UBU)의 미술사 교수인 마리아 필라르 알론소 아바드, 그의 학문적 작업과 야고보 문화 유산에 대한 독창적인 연구에 대해.[8]
- 2017년: 스페인 외무장관인 마르셀리노 오레하, 1대 오레하 후작, 그의 성 야고보의 길을 유럽 평의회의 첫 번째 문화 루트로 지정하는 데 기여한 공로로.[9][10]
- 2016년: 지역 다양성 및 지역 발전을 촉진하는 네트워크 지원에 대해 유럽 지역 TV 협회인 CIRCOM.[11]

## 회원
콤포스텔라 그룹은 2021년 기준 다음 회원들을 보유하고 있다.
벨라루스
- 그로드노 주립 얀카 쿠팔라 대학교

브라질
- 상파울루 주립 대학교

중국
- 저장 만리 대학

체코
- 마사리크 대학교

도미니카 공화국
- 산토도밍고 공과대학교

프랑스
- 낭트 대학교

조지아
- 그레고리 로바키제 대학교
- 일리아 주립 대학교

독일
- 필립스 마르부르크 대학교
- 레겐스부르크 대학교

헝가리
- 페치 대학교

인도네시아
- 수라바야 대학교

이탈리아
- 엔나의 코레 대학교
- 유니네튜노 국제 원격 대학

리투아니아
- 카지미에라스 시모나비치우스 대학교

몰타
- 몰타 대학교

멕시코
- 멕시코 기술 고등 교육 센터
- 몬테레이 공과대학교
- 아나후악 할라파 대학교 (아나후악 대학교 네트워크)
- 라 살 멕시코 대학교
- 과달라하라 대학교
- 몬테레이 대학교

파나마
- 콜럼버스 대학교 (파나마)

페루
- 에산 대학교
- 산마르코스 국립 대학교
- 페데리코 비야레알 국립 대학교
- 페루 응용과학 대학교
- 페루 로마 교황청립 리마 가톨릭 대학교
- 리마 대학교
- 피우라 대학교

폴란드
- 포즈난 대학교
- 우치 대학교

포르투갈
- 미뉴 대학교
- 트라스오스몬테스 알토두로 대학교

세르비아
- 노비사드 기업 경영 아카데미 대학교

슬로바키아
- 범유럽 대학교

스페인
- 자우메 1세 대학교
- 후안 카를로스 국왕 대학교
- 마드리드 공과대학교
- 카르타헤나 공과대학교
- 라코루냐 대학교
- 알메리아 대학교
- 부르고스 대학교
- 카디스 대학교
- 에스트레마두라 대학교
- 라라구나 대학교
- 라스팔마스데그란카나리아 대학교
- 레온 대학교
- 례이다 대학교
- 말라가 대학교
- 오비에도 대학교
- 살라망카 대학교
- 산티아고데콤포스텔라 대학교
- 세비야 대학교
- 바스크 대학교
- 발렌시아 대학교
- 비고 대학교
- 사라고사 대학교

스웨덴
- 칼스타드 대학교

스위스
- 프리부르 대학교

영국
- 워체스터 대학교

### 준회원
그리스
- 메트로폴리탄 칼리지 (AMC)[13]

### 협력 기관
브라질
- FAUBAI - 브라질 국제 교육 협회

러시아
- EEUA - 동유럽 대학 협회

슬로베니아
- 유로-지중해 슬로베니아 대학교

스페인
- Erasmus Compostela

영국
- 쿼퀘렐리 시몬즈

미국
- 북미 고등 교육 협력 컨소시엄
- HACU - 히스패닉 대학 및 대학교 협회
- 위험에 처한 학자

## 같이 보기
- 국립 공과대학교, 인도의 선도적인 31개 국립 공과 대학